# 71445 Marc
71445 Marc este un asteroid din centura principală de asteroizi.

## Descriere
71445 Marc este un asteroid din centura principală de asteroizi. A fost descoperit pe 4 ianuarie 2000 la Stația Anderson Mesa de Lawrence H. Wasserman. Asteroidul prezintă o orbită caracterizată de o semiaxă mare de 2,57 ua, o excentricitate de 0,16 și o înclinație de 6,3° în raport cu ecliptica.